# Nathaniel Pearce

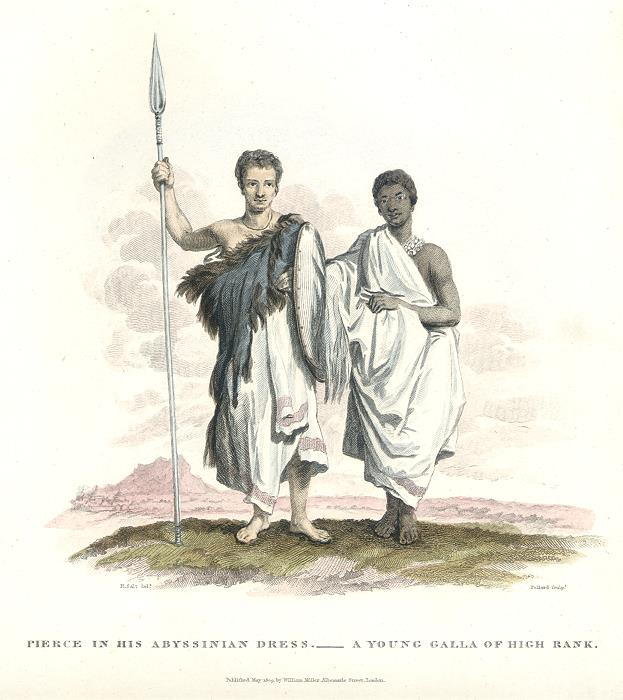
Nathaniel Pearce in örtlicher Tracht in Begleitung eines Abessiniers, 1806

Nathaniel Pearce (* 14. Februar 1779 in East Acton, Middlesex; † 12. August 1820 in Alexandria) war ein britischer Abenteurer, Afrikareisender und Reiseschriftsteller.

## Leben

### Tätigkeit als Seemann
Pearce wurde an Privatschulen unterrichtet, aber wegen seines unverbesserlich wilden Charakters verließ er die Schule und begann in London eine Ausbildung zum Bauschreiner. Er heuerte jedoch bald als Seemann an, kehrte wieder zurück und begann die nächste Ausbildung zum Lederverkäufer. Pearce verpflichtete sich dann jedoch plötzlich in der Royal Navy und diente zunächst auf der HMS Alert.
Im Mai 1794 wurde die Alert von der französischen Unité an der Küste Irlands aufgebracht und Pearce wurde als Kriegsgefangener nach Frankreich gebracht. Er konnte zweimal aus dem Gefängnis ausbrechen und wurde dann in Vannes eingekerkert. Auch von dort konnte er mit einer Gruppe junger Aristokraten ausbrechen. Sie wurden gefangen genommen und zurückgebracht; die französischen Mit-Ausbrecher wurden erschossen und Pearce wurde davor gewarnt, dass es ihm beim nächsten Fluchtversuch trotz seines Kriegsgefangenenstatus genauso ergehen würde. Trotzdem flüchtete er erneut, diesmal erfolgreich, und konnte mit einem kleinen Boot die englische Flotte erreichen. Pearce wurde auf der HMS Bellerophon wieder in den Dienst der Royal Navy gestellt. Nach sechs Monaten desertierte er jedoch und schlug sich nach London durch. Mit Hilfe seines Vaters konnte er auf einem Ostindienfahrer der Britischen Ostindien-Kompanie anheuern. In Malaysia und China versuchte er zu fliehen und wurde zur Strafe jeweils ausgepeitscht. Am Kap der Guten Hoffnung gab er sich als Fahnenflüchtiger zu erkennen und wurde von der HMS Sceptre der Royal Navy aufgenommen. Er bewährte sich auf dem Schiff und bekam das Angebot zum Midshipman ausgebildet zu werden, was er aber ausschlug. Während das Schiff wegen Reparaturarbeiten in Indien war, desertierte Pearce mit weiteren Seeleuten. Gerüchten zufolge sollten die Maratha, die sich gerade mit den Briten im Krieg befanden (Zweiter Marathenkrieg 1803–1805), jeden übergelaufen Engländer als Offizier einstellen. Unterwegs nach Pune erkannte die Gruppe, dass an den Gerüchten wenig Wahres dran war. Die Gruppe änderte daher ihren Plan und versuchte Goa zu erreichen, um auf ein portugiesisches Schiff zu kommen. Die Deserteure wurden jedoch vom Resident festgenommen und zurückgeschickt. Die Männer wurden ausgepeitscht, konnten aber ihren Dienst auf dem Schiff wieder aufnehmen.

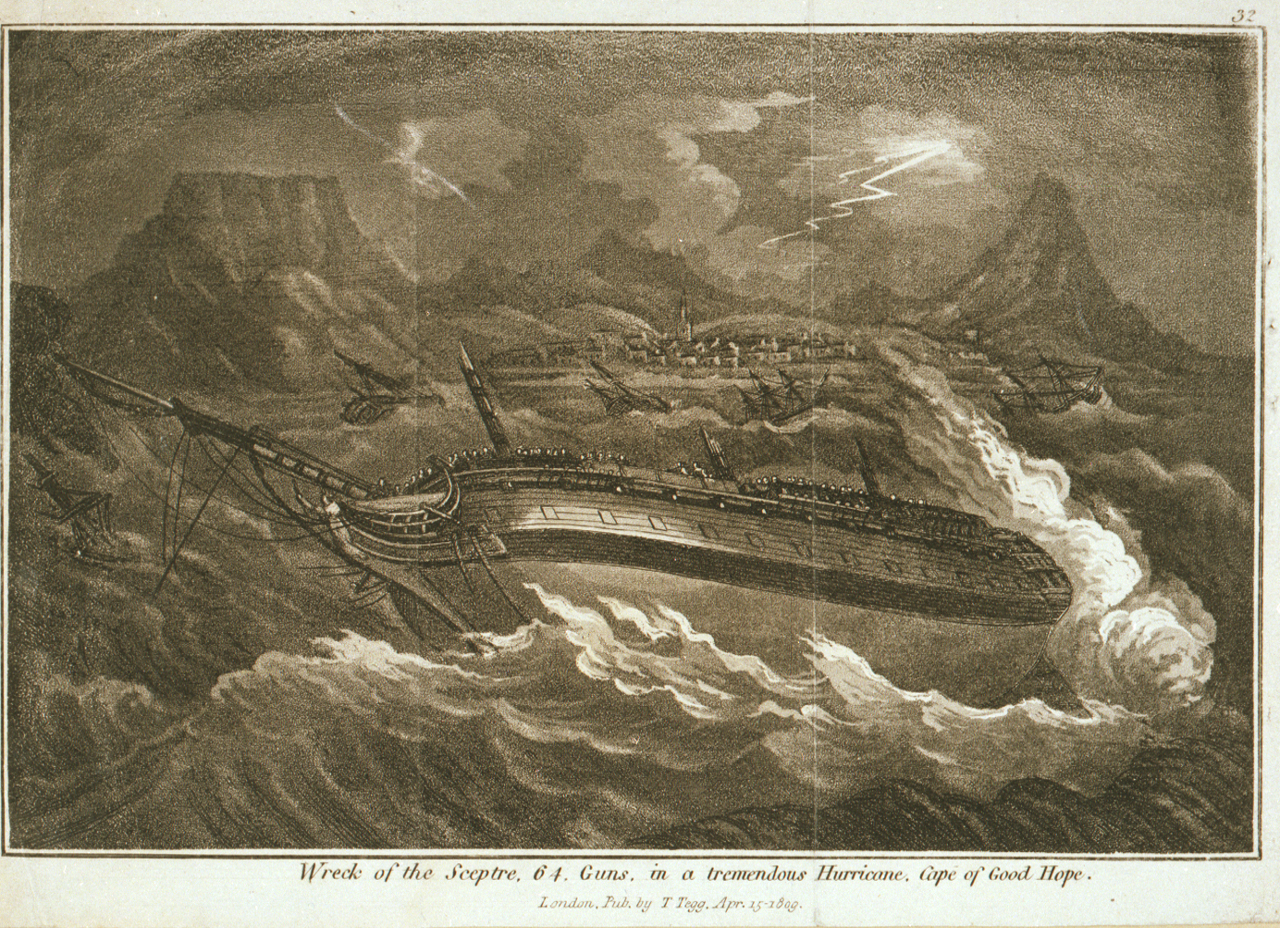
HMS Sceptre sinkt vor dem Kap der Guten Hoffnung, November 1799

Am 5. November 1799 sank die Sceptre in einem Sturm am Kap der Guten Hoffnung; Pearce wäre dabei fast ertrunken, hatte aber Glück und war einer der wenigen Überlebenden. Diese wurden von der HMS Lancaster aufgenommen, Pearce wurde in deren Mannschaft integriert und versah dort mehrere Jahre seinen Dienst.
Wegen einiger alter Verletzungen wurde Pearce im Jahre 1803 in ein Krankenhaus in Bombay eingewiesen. Als es ihm wieder besser ging, wollte er das Krankenhaus ohne Erlaubnis verlassen. Es kam zu einem Handgemenge mit einem Wächter, wobei Pearce diesen tödlich verletzte und festgenommen wurde. Da er befürchtete, wegen Totschlags angeklagt zu werden, ergriff er die Flucht. Er traf einen alten Bekannten aus der Zeit bei der Britischen Ostindien-Kompanie, welcher jetzt Steuermann auf der Antelope war. Das Schiff gehörte zur Abessinien-Expedition von George Annesley und Henry Salt. Pearce heuerte auf der Antelope an; das Schiff segelte zunächst nach Mangalore, um die Expeditionsteilnehmer aufzunehmen. Im März 1804 verließ die Expedition Indien Richtung Rotes Meer und kam im April in Mokka an. Wegen unüberbrückbarer Meinungsverschiedenheiten zwischen Annesley und dem Kapitän der Antelope trennten sich die Expeditionsteilnehmer im Roten Meer und das Schiff verließ Mokka am 9. Juli Richtung Indien. Pearce war zuvor von Bord gegangen, da er befürchtete, in Indien wieder verhaftet zu werden, und wurde in Mokka gezwungen, zum Islam zu konvertieren. Pearce suchte Annesley auf, erklärte ihm seine Lage sowie die Umstände der erzwungenen Konversion und dieser sagte zu, Pearce auf seinem neuen Schiff wieder an Bord zu nehmen. Da Störaktionen der Muslime in Mokka befürchtet wurden, durfte Pearce erst in der Nacht vor dem Auslaufen heimlich an Bord der Panther kommen. Am 2. Januar 1805 stach die Expedition von Annesley und Salt wieder in See.

### Aufenthalt in Abessinien

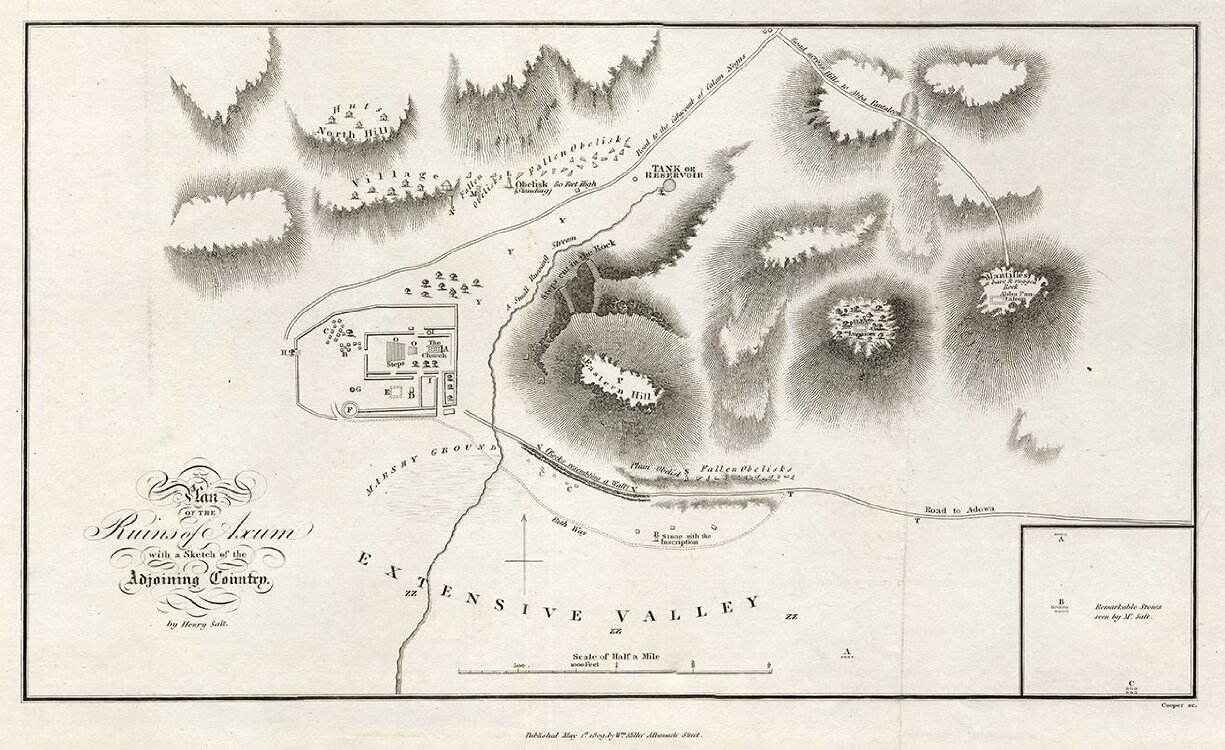
Plan von Aksum, 1805

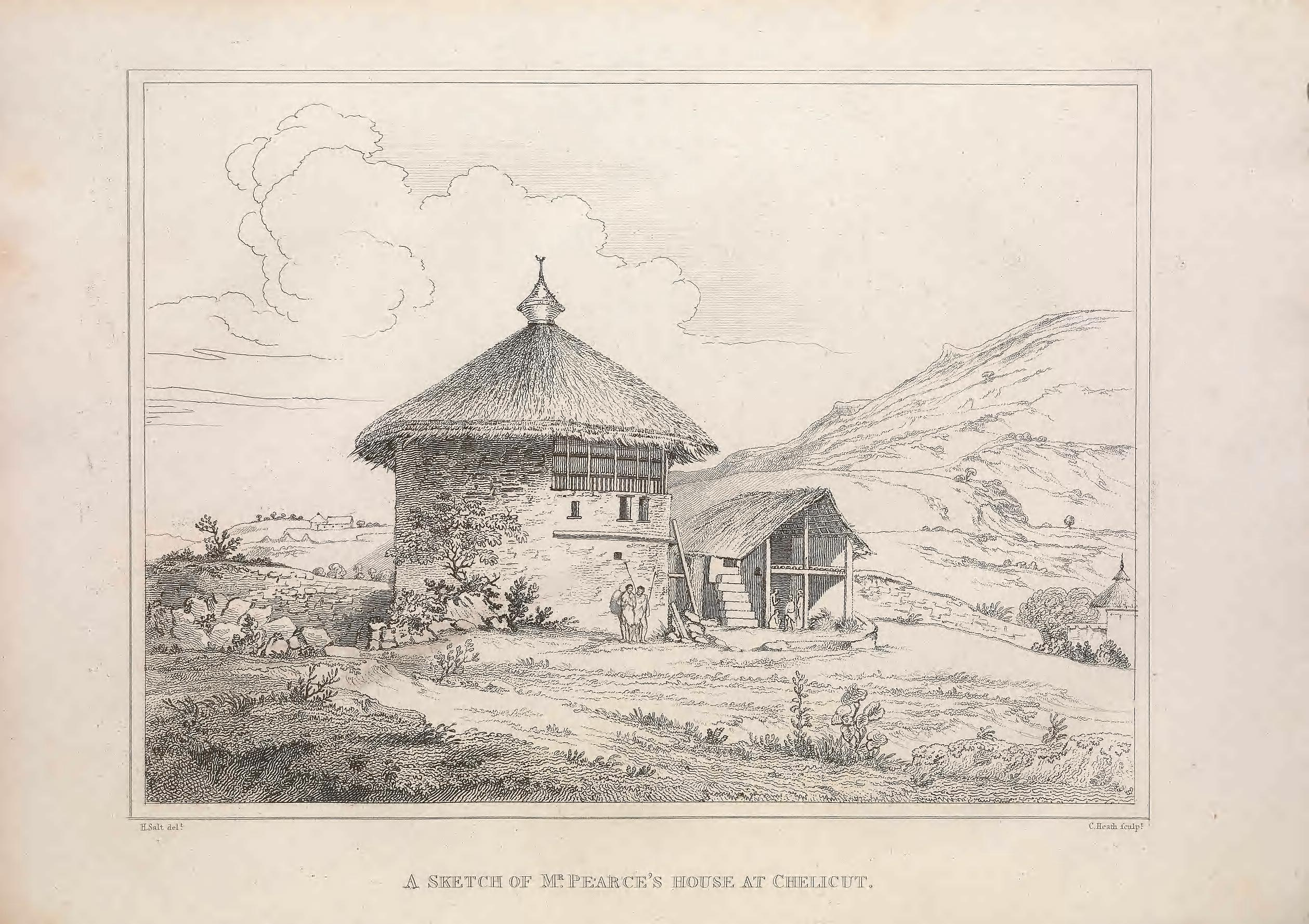
Pearces Haus in Chalacot, 1814

Die Panther erreichte am 20. Juni 1805 Massaua, doch es dauerte noch einen Monat, bis die Expedition auf dem Landweg fortgesetzt werden konnte. Pearce war dabei, weil er über Grundkenntnisse der arabischen Sprache verfügte.
Die Expedition erreichte am 28. August den Hof des Ras Wolde Selassie in Hintalo in der Provinz Tigray und konnte dessen Vertrauen gewinnen. Pearce begleitete Salt nach Aksum, wo er ihm mehrere Tage bei der Vermessung und Kartographierung der Ruinen assistierte. Während Annesley und Salt im November Abessinien verließen, blieb Pearce auf eigenen Wunsch in den Diensten des Ras. Salt erkannte, dass Pearce in Abessinien für die Briten nützlich sein könnte; Pearce besaß die Fähigkeit, sich Sprachen schnell anzueignen, und konnte so in Zukunft als Übersetzer fungieren. Zudem war seine klare schriftliche Ausdrucksweise für die Informationsbeschaffung von Vorteil. Die britische African Association stellte Salt einen Fonds zur finanziellen Unterstützung von Pearce zur Verfügung, mit der Auflage, Informationen zu sammeln.
Zunächst versuchten feindlich gesinnte Kräfte, Pearce vom Hof des Ras zu verjagen; im Herbst 1807 hatte er aber seine Position dort gefestigt. 1808 heiratete er Turinga, die Tochter eines griechischen Händlers und einer Abessinierin. Pearce schlug verschiedene Handelswaren vor, welche in Abessinien verkauft werden könnten. Als diese Ende 1809 von der Britischen Ostindien-Kompanie an die Küste gebracht wurden, organisierte er den Transport ins Landesinnere. Dabei kam es zu einer gefährlichen Situation, bei der er einen Plünderer erschoss.
Pearce empfing Salts zweite Abessinienexpedition am 10. Februar 1810 in Massaua. Am 15. März wurden sie in Chalacot vom Ras empfangen. Im April begleitete Pearce Salt auf der etwa 200 km langen Bootsreise auf dem Tekeze. Am 2. Mai reiste die Expedition wieder ab; Pearce begleitete sie bis nach Adua.
Mit dem Tod des Ras Selassie am 28. Mai 1816 begannen militärische Auseinandersetzungen, welche das Land erschütterten. Als Salt, inzwischen Generalkonsul in Kairo, von dem Bürgerkrieg in Abessinien erfuhr, lud er Pearce und seine Frau zu sich ein. Pearce brach im Oktober 1818 auf und erreichte am 24. Januar 1819 Kairo, wo er Salts Hausverwalter wurde. Um Pearce die Rückkehr nach Großbritannien zu ermöglichen, sorgte Salt mit Hilfe einflussreicher Personen dafür, dass der Vermerk über Pearces Fahnenflucht bei der Royal Navy gelöscht wurde. Anfang Mai 1820 verstarb Turinga, Pearces Frau. Nach dem Tod seiner Frau hielt ihn nichts mehr in Afrika. Salt stattete Pearce mit Empfehlungsschreiben aus, um ihm den Start in Großbritannien zu erleichtern. Pearce bereitete sich in Alexandria auf die Schiffsüberfahrt vor, doch er bekam hohes Fieber, fiel ins Delirium und verstarb am 12. August.
Die von Pearce gesammelten Artefakte wurden dem British Museum übergeben.
In seinem Testament vermachte Pearce alle Unterlagen und Aufzeichnungen Salt, der sie veröffentlichen sollte. Salt konnte diese Aufgabe vor seinem Tod nicht mehr zu Ende bringen. Erst Salts Freund, der britische Maler John James Halls, veröffentlichte 1831 Pearces Berichte.

## Schriften
- John James Halls (Hrsg.): The Life and Adventures of Nathaniel Pearce, written by himself. 2 Bände, London 1831 Band 1 online,Band 2 online.